# زيانة السالمية
زيانة بنت عبد الله بن حميد السالمية، هي زوجة الإمام الإباضي سالم بن راشد الخروصي، ولدت في العقد الثاني من القرن الرابع عشر الهجري، الموافق القرن العشرين الميلادي.

## اسمها ونسبها
اسمها زَيّانة بنت عبد الله بن حميد السالمي. والدها  عبدالله بن حميد السالمي، شاعر ومؤرخ عماني من علماء القرن التاسع عشر الميلادي. ووالدتها غثنى بنت عامر الفرقانية العدوية، كاتبة وأخت سيف الفرقاني أحد أشهر النساخ في تلك الفترة.

## نشأتها
نشأت زيانة السالمية في ولاية بدية وسكنت فيها،  يُشار إليها في سياق التراث الثقافي والاجتماعي في منطقة الخليج. تربت على يد نور الدين السالمي، الذي عُرف باهتمامه بعلوم النحو والحديث والتاريخ. كما تشكلت ونشأت على يد أم عرفت، كانت زيانة السالمية تحفظ القرآن غيبا.  
انشغلت برعاية أخيها حمد، كان مغرما بالكتابة، وهو يُحمل على الأحضان، وأصيب بالرمد فأخفوا عنه الورق والحبر، ثم أخذ يكتب على الرمل فكُلفت بحمله وإشغاله حتى شُفي.
لما كبر أخوها قالت له: "انشغلت بتربيتك عن التعلم، فعلمني القرآن!"، فكان يعلمها.

## زواجها
زوجها هو العماني سالم بن راشد الخروصي، اشترط أبوها على زوجها أن تبقى في بيته في الظاهر من ولاية بدية بعد زواجهما، وكان سالم أقرب تلاميذ  نور الدين السالمي وكان بمثابة ابن له، وبقي معهم حتى كلف بالإمامة، قال لها أبوها: "كان سالم تحت إمرتنا والآن صرنا تحت إمرته فاذهبي معه"، فانتقلت معه إلى قلعة نزوى وبها ماتت، وهناك أحضر لها سالم معلمة في القلعة. 
أصيب سالم بالإسهال وبقي مدة يعاني منه وهو في القلعة، فأشارت إليه بعض النساء أن تصنع له عرسية دجاج ليتوقف الإسهال، ولكنها كانت لا تملك قيمة ذلك الطعام، فأخذت تدخر من النفقة حتى جمعت قيمتها وصنعتها له، فسألها: "من أين جئت بقيمتها"، قالت: "ادخرت من النفقة"، قال: "إذن النفقة زائدة عن حاجتنا"، فانقص منها قيمة ما كانت تدخر يومياً.
أنجبت ولدها يحيى في الظاهر وأنجبت ولدها عبد الله في قلعة نزوى. (رواية شفهية عن حفيدتها عن ميا بنت حمد بن عبد الله بن حمد السالمي عن زيانة بنت عبد الله بن حمد السالمية).

## وفاتها
بعد ولادة ابنها عبد الله بشهرين فارقت الحياة عام 1332 الهجري وهي في ريعان شبابها، وبحث أبوه له عن مرضعة ترضعه بالثواب لأنه لا يملك أجرة المرضعة فتطوعت امرأة من أهل نزوى لترضعه لكن قد فطمت ولدها وجف منها الحليب فكتب لها آيات من القرآن على رغيف بر فأكلته ودرت الحليب وأرضعته. 